# Diocèse d'Angers
Le diocèse d'Angers (en latin : Dioecesis Andegavensis) est un diocèse de l'Église catholique en France. Érigé au IVe siècle, c'est le diocèse historique de l'Anjou. Depuis 1802, il couvre le département de Maine-et-Loire et a Angers pour siège.

## Histoire
L’existence du premier évêque dans la région serait attestée en 372 : il est présent lors de l’élection de saint Martin au siège de Tours.
En 453, le concile d'Angers se déroule dans la capitale du diocèse, sous l'impulsion de l'archevêque de Tours.
La cathédrale d'Angers, construite contre la muraille de la cité, est mentionnée dans un texte de 470.
Dès le VIe siècle, des monastères sont implantés : Saint-Aubin, Saint-Serge, Saint-Florent.
Au Xe siècle, les évêques résistent aux interventions des puissants comtes d'Anjou. Ces temps sont ceux de la réforme du clergé, de l’implantation de nombreux monastères (le Ronceray) et du quadrillage du territoire par de nouvelles paroisses.
Après la signature de l’édit de Nantes, préparé à Angers par Henri IV, et la paix revenue entre les communautés chrétiennes (catholiques et protestants), l’Anjou est un des pôles importants du protestantisme en France, avec Saumur comme place de sûreté.
Le saint patron du diocèse est Maurice d'Agaune.

## Territoire
En 1802, le Concordat consolide la paix religieuse. Il entérine les décisions de la Constituante qui faisait correspondre diocèse et département, paroisse et commune. C'est ainsi que le diocèse d'Angers voit son autorité s'étendre sur les paroisses des Marches d'Anjou (Champtoceaux, Liré, Landemont, Montfaucon, etc.) qui jusqu'à la Révolution française dépendaient du diocèse de Nantes. (Une seule exception, la paroisse de La Boissière-du-Doré qui fut maintenue dans le diocèse de Nantes et même rattachée au département de la Loire-Atlantique, parce que ses paroissiens avaient oublié d'envoyer des représentants, lors de la convocation des Etats généraux).

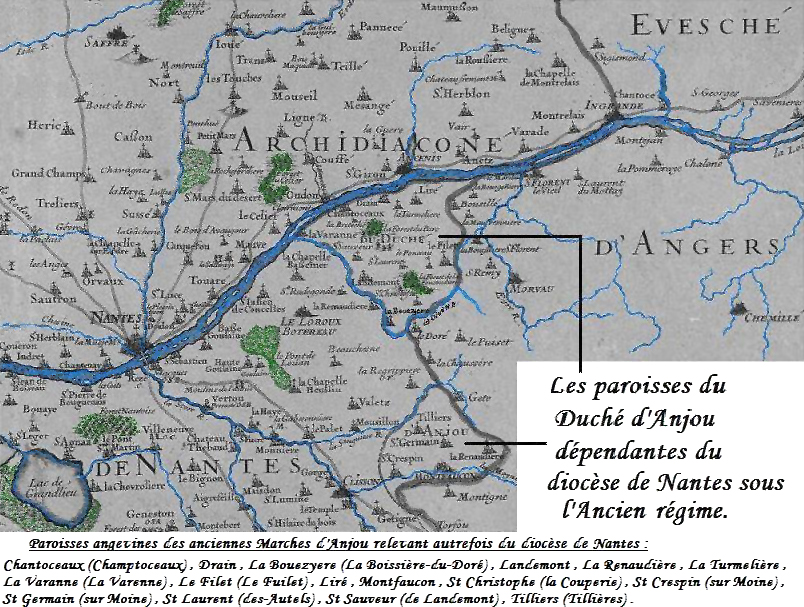
Paroisses de l'Anjou dépendantes autrefois du diocèse de Nantes. (La Boissière-du-Doré demeure toujours sous l'autorité de l'évêché de Nantes)

Lors de la création du département de Maine-et-Loire, des paroisses du diocèse d'Angers sont rattachées au département de la Mayenne et de la Sarthe.

## Époque contemporaine
Le diocèse d'Angers comptait 425 paroisses, calquées sur les communes héritées de la Constituante.
En 1998, Jean Orchampt, alors évêque d'Angers, décide la restructuration des paroisses. Le nombre de paroisses passe de 425 à 85. Ces paroisses sont regroupées en douze doyennés au sein du département de Maine-et-Loire.
En 2007, Jean-Louis Bruguès promulgue la charte synodale 2007-2017 qui décline « Huit axes pour la mission » pour le diocèse d'Angers.
Emmanuel Delmas promulgue le 1er janvier 2015 une nouvelle carte du diocèse d'Angers, qui compte maintenant 62 paroisses.

## Structure
Jusqu'au 31 août 2023, le diocèse d'Angers compte 60 paroisses réparties en 13 doyennés :
- Doyenné de Cholet : Paroisse Bienheureux-Antoine-Chevrier, Paroisse Le Sacré-Cœur, Paroisse Notre-Dame-du-Puy-aux-Lacs, Paroisse Saint-Jean-du-Bocage, Paroisse Saint-Michel-des-Prieurés, Paroisse Saint-Pierre - Notre-Dame, Paroisse Saint-Romain-les-Trois-Provinces, Paroisse Sainte-Marie-des-Sources-de-l’Èvre

- Doyenné de Layon : Saint-Hilaire-en-Vihiersois, Notre-Dame-en-Chemillois, Saint-Pierre-en Layon-Hyrôme, Saint-François d'Assise-en-Louet Aubance, Saint-Vincent en-Aubanc, Saint-Jean-Baptiste en-Loire-Aubanc

- Doyenné des Mauges : Saint-Maurice en-Val-de-Moine, Saint-Benoit-en Val-de-Moine, Notre dame d'Evres, Espérance au-Coeurdes-Mauges, Saint-Joseph-en-Mauges, Sainte-Cécile de-Loire-et Divatte

- Doyenné des coteaux de la Loire : Saint-Maurille-en Evre-et-Loire (Maine-et-Loire), La-Nouvelle Alliance en-Loire et-Mauges, Saint-Maurille-en Loire-et-Layon, Saint-Pierre-en Val-de-Loire

- Doyenné Anjou outre-Maine : Paroisse Saint-Jean-XXIII, Paroisse saint gilles, Paroisse Saint-Lazare et Saint-Nicolas, Paroisse Saint Aubin et Saint Symphorien

- Doyenné du Saumurois : Notre-Dame-du-Bellay, Saint-Denis des-Faluns, Saint-Martin en-Layon, Saint-Maur-en Loire-et-Vallée

- Doyenné de Saumur : Paroisse Sainte-Jeanne Delanoue, Paroisse Bienheureux Charles de Foucaul, Paroisse Sainte-Thérèse en-Haute Vallée, Paroisse Saint-Vincent-des Coteaux-de-Saumur

- Doyenné du Baugeoie-Vallé : Notre-Dame-du-Loir, Saint-Paul en-Baugeois, Marthe-et-Marie en-Baugeois, Saint-Martin du-Noyantais, Sainte-Marie-et Saint-Jean-du-Lathan, Saint-Martindu-Noyantais

- Doyenné Angers-Centre : Cathédrale Saint-Maurice-Notre-Dame, Paroisse Saint-Lau, Paroisse Sainte-Bernadette, Paroisse Saint-Jean-Paul-II

- Doyenné Angers-Corronnne : Paroisse Saint-Jean-Saint-Pierre de-la-Croix-Blanche, Paroisse Saint-Antoine Saint-Serge, Paroisse Saint Lézin, Paroisse Saint-Martin des-Champs (Maine-et-Loire), Saint-Jean-Bosco en-Loire-et-Louet

- Doyenné des Trois-Rivieres : Sainte-Claire-entre Mayenne-et-Sarthe, Saint-Joseph des-Basses-Vallées, Saint François aux-Portes d'Angers, Saint-Jeande-Loire Authion

- Doyenné Haut-Anjou : , Notre-Dame du-Haut-Anjou, Saint-Renéen-Pays-Segréen, Saint-Martinen-Longuenée, Paroisse Bienheureux-Noël-Pinot

À partir du 1er septembre 2023, sur décision d'Emmanuel Delmas, évêque d'Angers, le diocèse d'Angers compte 60 paroisses reparties en 4 doyennées :
- Doyenné d’Angers : Cathédrale-Saint-Maurice–Notre-Dame (Angers) ; Saint-Jean-Paul-II (Angers) ; Saint-Joseph (Angers) ; Saint-Laud (Angers) ; Sainte-Bernadette (Angers) ; Saint-François-aux-Portes-d’Angers (Saint-Sylvain-d’Anjou) ; Saint-Jean-de-Loire-Authion (Brain-sur-l’Authion) ; Saint-Lézin (Saint-Barthélemy-d’Anjou) ; Saint-Antoine–Saint-Serge (Angers) ; Saint-Jean–Saint-Pierre-de-la-Croix-Blanche (Angers) ; Saint-Jean-Bosco-en-Loire-et-Louet (Les Ponts-de-Cé) ; Notre-Dame-en-Aubance (Brissac-Quincé) ; Saint-Martin-des-Champs (Angers) ; Saint-Aubin–Saint-Symphorien (Bouchemaine) ; Saint-Gilles (Avrillé) ; Saint-Jean-XXIII (Montreuil-Juigné) ; Saint-Lambert-et-Saint-Gilles-en-Linières (Beaucouzé) ; Saint-Lazare–Saint-Nicolas (Angers) ; Sainte-Marie-de-la-Croix (Angers).
- Doyenné de Loire – Haut-Anjou : La Nouvelle-Alliance-en-Loire-et-Mauges (La Pommeraye) ; Saint-Maurille-en-Èvre-et-Loire (Saint-Florent-le-Viel) ; Saint-Maurille-en-Loire-et-Layon (Chalonnes-sur-Loire) ; Saint-Pierre-en-Val-de-Loire (Saint-Georges-sur-Loire) ; Bienheureux-Noël-Pinot (Candé) ; Notre-Dame-du-Haut-Anjou (Pouancé) ; Saint-Martin-en-Longuenée (Le Lion-d’Angers) ; Saint-René-en-Pays-Segréen (Segré) ; Sainte-Claire-entre-Mayenne-et-Sarthe (Châteauneuf-sur-Sarthe) ; Saint-Joseph-des-Basses-Vallées (Tiercé).
- Doyenné du Choletais : L’Espérance-au-Cœur-des-Mauges (Jallais) ; Notre-Dame-d’Èvre (Beaupréau) ; Saint-Benoît-en-Val-de-Moine (Saint-Macaire-en-Mauges) ; Saint-Joseph-en-Mauges (Saint-Pierre-Montlimart) ; Saint-Maurice-en-Val-de-Moine (Saint-Germain-sur-Moine) ; Sainte-Cécile-en-Loire-et-Divatte (Saint-Laurent-des-Autels) ; Bienheureux-Antoine-Chevrier (Cholet) ; Le Sacré-Cœur (Cholet) ; Notre-Dame-du-Puy-aux-Lacs (La Tessoualle) ; Saint-Jean-du-Bocage (Maulévrier) ; Saint-Michel-des-Prieurés (La Séguinière) ; Saint-Pierre–Notre-Dame (Cholet) ; Saint-Romain-les-Trois-Provinces (Le Longeron) ; Sainte-Marie-des-Sources-de-l’Evre (Trémentines) ; Saint-Hilaire-en-Vihiersois (Vihiers) ; Saint-Pierre-en-Layon-Hyrôme (Thouarcé) ; Notre-Dame-en-Chemillois (Chemillé).
- Doyenné du Baugeois-Saumurois : Notre-Dame-du-Bellay (Montreuil-Bellay) ; Saint-Denis-des-Faluns (Doué-la-Fontaine) ; Saint-Martin-en-Layon (Martigné-Briand) ; Saint-Maur-en-Loire-et-Vallée (Gennes) ; Saint-Charles-de-Foucauld (Saumur) ; Saint-Vincent-des-Coteaux-de-Saumur (Varrains) ; Sainte-Jeanne-Delanoue (Saumur) ; Sainte-Thérèse-en-Haute-Vallée (Allonnes) ; Marthe-et-Marie-en-Baugeois (Baugé) ; Notre-Dame-du-Loir (Durtal) ; Saint-Martin-du-Noyantais (Noyant) ; Saint-Paul-en-Baugeois (Seiches-sur-le-Loir) ; Saint-Pierre-en-Vallée (Beaufort-en-Vallée) ; Sainte-Marie-et-Saint-Jean-du-Lathan (Longué-Jumelles).

## Évêques originaires du diocèse d'Angers
- René Séjourné (1930-2018), évêque émérite de Saint-Flour
- Cardinal Paul Poupard (1930-), président émérite du Conseil pontifical pour la culture
- Gérard Defois (1931-), archevêque émérite de Lille
- Joël Mercier (1945-), secrétaire émérite de la Congrégation pour le clergé
- Jean-Louis Papin (1947-), évêque émérite de Nancy-Toul
- Jean Pelletier (1963-), évêque de Mende
- Dominique Blanchet (1966-), évêque de Belfort-Montbéliard puis de Créteil
- François Gourdon (1968-), évêque de Saint-Dié